# If We Were (extended play)
If We Were es el segundo EP de la cantautora mexicana Belinda.

## Información
El EP fue lanzado el 23 de noviembre de 2007 en diversas tiendas digitales para promocionar el lanzamiento de "If We Were". Contiene 4 canciones, dos en inglés y dos en español, incluida la versión en español de If We Were.

## Canciones
| [ 1 ] |                       |                                                          |          |  |
| N.º   | Título                | Escritor(es)                                             | Duración |  |
| 1.    | «If We Were»          | Shelly Peiken, Greg Wells                                | 3:27     |  |
| 2.    | «Good... Good»        | Belinda, Nacho Peregrín, Kandi Burruss, Karen Juantorena | 4:01     |  |
| 3.    | «Never Enough»        | Belinda, Nacho, Greg Kurstin                             | 3:29     |  |
| 4.    | «Ni Freud Ni Tu Mamá» | Belinda, Nacho, Wells                                    | 4:09     |  |
| 15:06 |                       |                                                          |          |  |